# Michmole
Le michmole, michimole, mixmole (du nahuatl : michi, « poisson » ; mulli, « sauce ») ou mole de pescado est un ragoût typique de Mexico, de l'État de Mexico et du Michoacán.

## Description
Comme son nom l'indique, l'ingrédient principal est le poisson, qui est frit et baigné dans une sauce verte à base d'ail, d'oignon, de piment, d'épazote et de tomatille. La sauce est généralement sautée dans un mélange de saindoux et de farine de maïs. Ce plat est d'origine préhispanique. À cette époque, il s'agissait d'une façon très traditionnelle de préparer les poissons de Texcoco et d'autres lacs, y compris les grenouilles, les atepocates, les ajolotes et les acociles.
Aujourd'hui, les poissons les plus couramment utilisés pour préparer le michmole sont la carpe, le poisson-chat ou le poisson blanc. Ils proviennent principalement de fermes piscicoles de l'État de Mexico. Cependant, à l'époque préhispanique, les poissons destinés au mixmulli étaient différents : de petits pescaditos (petits poissons) indigènes, qui abondaient dans toutes les rivières et tous les lacs du Mexique central lorsqu'ils n'étaient pas encore pollués ou asséchés. Pour les peuples préhispaniques tels que Tláhuac et Xochimilco, la nourriture lacustre constituait la base de leur alimentation. C'est dans ce contexte que le michmulli est né. Aujourd'hui, cependant, les lacs intérieurs du Mexique ont subi une terrible dégradation environnementale et de nombreuses espèces ont disparu, de sorte que les ingrédients du michmole doivent être produits dans des fermes piscicoles ou pêchés en mer.
Aujourd'hui, il n'est plus préparé avec des ajolotes car elles sont en voie de disparition. Le plat est souvent accompagné de nopalitos (cactus).